# Peña de Cante Jondo de Moguer

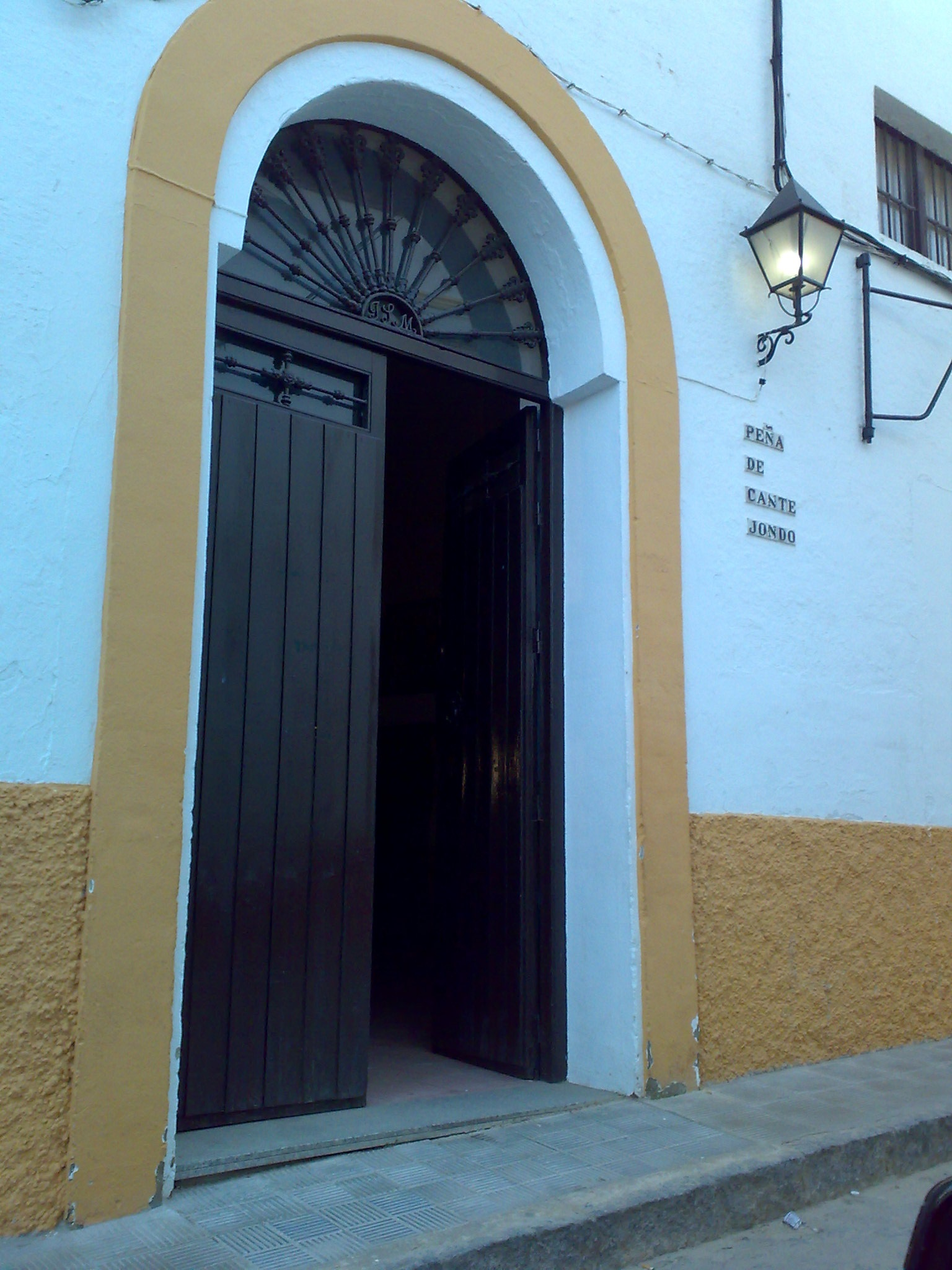
Sede Principal de la Peña.

La Peña de Cante Jondo de Moguer es una peña de cante flamenco ubicada en el municipio de Moguer, provincia de Huelva.

## Historia y datos
La Peña de Cante Jondo nació el 20 de noviembre de 1975 como una sociedad cultural sin ánimo de lucro y con el objetivo de asegurar la continuidad del Festival de Cante Flamenco de Moguer. En sus estatutos figuran como finalidades de la misma:
- Agrupar a quienes gusten o se interesen por el cante jondo.

- Mantener reuniones e intercambios dedicados al conocimiento, estudio y fomento de dicho arte.

- Constituir un fondo documental y de grabaciones relacionado con el flamenco y su mundo.

- Promover y organizar concursos, festivales, galas, charlas, conferencias, recitales y toda clase de actividades que ayuden a los fines de la Peña.
- Colaborar con cuantas iniciativas ajenas le sean propuestas y promocionar a los cantaores, bailaores y guitarristas noveles, que a su juicio lo merezcan.

- Organizar cursos de carácter anual, de baile, toque y cante en sus instalaciones impartidos por profesionales suficientemente acreditados.

- Organizar cada segundo sábado de julio el Festival de Cante Flamenco de Moguer.

En la actualidad dispone de dos sedes oficiales, la oficial, y la subsede "La Parrala", así llamada en recuerdo de Dolores Parrales "La Parrala".
- La sede oficial, ubicada en la calle Palos de la Frontera n.º 2 de Moguer, es una antigua bodega que dispone de un patio de enredaderas, pozo y flores, salón de invierno con chimenea, salas de reuniones, oficina y cantina con sabor añejo.

- "La Parrala", ubicada en el recinto ferial, es un recinto de 1.715 m² al aire libre, en el que anualmente se celebra el Festival de cante flamenco.